# Landtagswahl im Burgenland 2020
- SPÖ: 19
- GRÜNE: 2
- ÖVP: 11
- FPÖ: 4

- Regierung: 19
- Opposition: 17

Die Wahl der 36 Abgeordneten zum 22. Landtag im Burgenland fand am 26. Jänner 2020 statt.
Es gab 250.181 Wahlberechtigte. Vorgezogener Wahltag war der 17. Jänner 2020. An diesem Tag war in jeder Gemeinde des Burgenlandes zumindest ein Wahllokal mindestens für zwei Stunden geöffnet.
Nach Bekanntwerden der „Ibiza-Affäre“ im Mai 2019 kündigte Landeshauptmann Hans Peter Doskozil eine vorgezogene Neuwahl an. Ursprünglich hätte im Mai 2020 gewählt werden sollen.
Die SPÖ erreichte mit Zugewinnen von 8 Prozentpunkten knapp 50 % der Stimmen, die absolute Mehrheit mit 19 von 36 Mandaten und erzielte ihr bestes Ergebnis seit 2005. Die ÖVP blieb mit leichten Zugewinnen zweitstärkste Partei mit 11 Mandaten. Die FPÖ verlor einen Drittel ihres Stimmenanteils und erhielt 4 Mandate. Die Grünen blieben trotz leichten Gewinnen bei 2 Mandaten. Das LBL scheiterte mit 1,3 % am Wiedereinzug in den Landtag.

## Ausgangslage
Nach Bekanntwerden der „Ibiza-Affäre“ im Mai 2019 forderte Thomas Steiner, Landesparteiobmann der ÖVP Burgenland, Neuwahlen parallel zur Nationalratswahl 2019 und schloss gleichzeitig eine Koalition mit der FPÖ Burgenland aus. Am 19. Mai 2019 kündigte Landeshauptmann Hans Peter Doskozil (SPÖ) vorgezogene Neuwahlen an, deren Datum mit der FPÖ bestimmt werden sollte, schließlich wurde es der 26. Jänner 2020.
Ursprünglich hätte im Mai 2020 gewählt werden sollen. Damit fanden die Wahlen nur vier Monate vor dem eigentlichen Wahltermin statt. Beide Koalitionsparteien waren mit Rot-Blau zufrieden. Im August 2019 wünschte sich der burgenländische FPÖ-Chef den burgenländischen SPÖ-Landeshauptmann sogar als Bundeskanzler.
Die beiden Regierungsparteien SPÖ und FPÖ hatten ein turbulentes Jahr 2019 auf Bundesebene hinter sich. Ziel von Doskozil war deshalb ein Plus beim Endergebnis. Die ÖVP Burgenland wollte wieder mitregieren. Das wollten auch die Grünen in einer Koalition mit der SPÖ. Für die NEOS und die LBL ging es um den Einzug in den Landtag.

## Wahlparteien und Kandidaten
Folgende sechs Parteien traten an:
- Die SPÖ Burgenland trat mit Landeshauptmann Hans-Peter Doskozil unter der Bezeichnung Liste Doskozil - SPÖ Burgenland an. In einer Mitgliederbefragung sprach sich eine klare Mehrheit von 49 Prozent für die Fortsetzung der umstrittenen rot-blauen Koalition mit Freiheitlichen aus, 40 Prozent waren für eine Zusammenarbeit mit den Grünen und 19 Prozent für eine Regierung mit der ÖVP.[12]
- Die ÖVP Burgenland ging mit dem Bürgermeister der Landeshauptstadt Eisenstadt, Thomas Steiner, als Spitzenkandidaten ins Rennen. Mit der „Türkisen Trucktour“ startete man in den Wahlkampf durch die sieben Bezirke.[13] Die ÖVP kandidierte unter der Bezeichnung Die Neue Volkspartei – Team Burgenland.
- Die FPÖ Burgenland trat erneut mit Landeshauptmann-Stellvertreter Johann Tschürtz an der FPÖ-Landesspitze an. Anfang Juni 2019 legte sich der FPÖ-Landesparteivorstand auf ihn als Spitzenkandidaten fest.[14] Die Freiheitlichen strebten Zugewinne an und wollten die SPÖ-FPÖ-Koalition fortsetzen.[15]
- Die Grünen Burgenland traten mit Parteichefin Regina Petrik an. Bereits am 6. April 2019 wurde sie zur Spitzenkandidatin der Grünen für die Landtagswahl 2020 gewählt.[16] Die Grünen wollten zumindest ein Mandat dazugewinnen und damit Klubstatus erreichen.[17] Zudem wollten sie anstelle der FPÖ in die Landesregierung einziehen.[18]
- Die LBL ging mit Manfred Kölly, dem Bürgermeister aus Deutschkreutz, als Listenerstem an den Start. Ziel war ein Zugewinn bei den Mandaten.[19] Auf dem zweiten Platz kandidierte Jörg Steiner, der ehemalige Landesobmann des BZÖ. Darüber hinaus kandidierten einige ehemalige Freiheitliche auf den weiteren Plätzen, darunter die Ex-Büroleiterin von Landeshauptmann-Stellvertreter Tschürtz.[20]
- Die NEOS Burgenland kandidierten mit der Unterstützung ihrer Bundesorganisation, sie wollten für „frischen Wind“ im Landtag sorgen. Die Hauptthemen der Pinken hießen Transparenz und Kontrolle.[21] Zum Spitzenkandidaten wurde im Dezember 2019 der Pinkafelder Gemeinderat Eduard Posch gewählt.[22][23]

Die KPÖ kandidierte nicht. Sie begründete ihre Entscheidung mit den zu hohen Hürden und sieht sich als „Aktivistenpartei“. Die CPÖ kandidierte ebenfalls nicht. Auch die Ex-BZÖ-Gruppierung "Die Orangen Burgenland" überlegte eine Kandidatur, welche jedoch nicht zustande kam.

### Verlauf

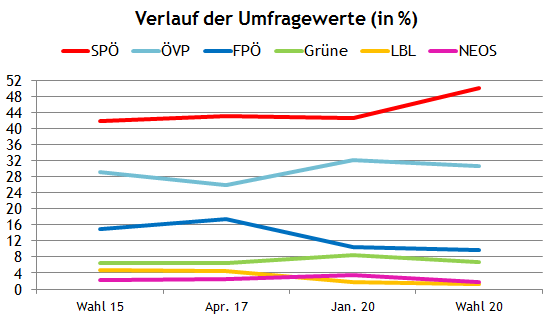
Umfragewerte auf monatliche Umfrageergebnisse gemittelt, von der Wahl 2015 bis zur Wahl 2020

## Umfragen

### Sonntagsfrage
| Veröffentlichung | Institut/Auftraggeber                | SPÖ     | ÖVP     | FPÖ     | GRÜNE | LBL   | NEOS  | Sonst. |
| ---------------- | ------------------------------------ | ------- | ------- | ------- | ----- | ----- | ----- | ------ |
| 17.01.2020       | Karmasin Research & Identity/PULS 24 | 43 %    | 32 %    | 10 %    | 9 %   | 2 %   | 3 %   | 1 %    |
| 01.01.2020       | Peter Hajek/SPÖ Burgenland           | 41-43 % | 31-33 % | 10-12 % | 7-9 % | 1-2 % | 4 %   | 3-4 %  |
| 05.04.2017       | TrendCom/SPÖ Burgenland              | 43 %    | 26 %    | 17,5 %  | 6,5 % | 4,5 % | 2,5 % | –      |
| 31.05.2015       | Landtagswahl                         | 41,9 %  | 29,1 %  | 15,0 %  | 6,4 % | 4,8 % | 2,3 % | 0,4 %  |

### Umfrage zur Direktwahl Landeshauptmann/-frau
| Veröffentlichung | Institut/Auftraggeber                | Hans Peter Doskozil (SPÖ) | Thomas Steiner (ÖVP) | Johann Tschürtz (FPÖ) | Regina Petrik (Grüne) | Manfred Kölly (LBL) | Weiß nicht / keine Angabe |
| ---------------- | ------------------------------------ | ------------------------- | -------------------- | --------------------- | --------------------- | ------------------- | ------------------------- |
| 17.01.2020       | Karmasin Research & Identity/PULS 24 | 51,3 %                    | 23,1 %               | 6,9 %                 | 4,7 %                 | –                   | 14,0 %                    |
| 01.01.2020       | Peter Hajek/SPÖ Burgenland           | 53 %                      | 13 %                 | 5 %                   | 3 %                   | –                   | 26 %                      |
| 29.04.2019       | Peter Hajek/SPÖ Burgenland           | 57 %                      | 8 %                  | 6 %                   | 2 %                   | 1 %                 | 26 %                      |

## Ergebnis

Mehrheiten in den Gemeinden des Burgenlandes

Von den 250.181 wahlberechtigten Personen gaben 187.497 (74,94 %) ihre Stimme ab. Die Wahlbeteiligung war damit etwas geringer als bei der vorangegangenen Wahl 2015 (76,04 %). 1.997 Stimmen (1,07 %) wurden als ungültig gewertet. Die gültigen 185.500 Stimmen verteilten sich auf die Parteien wie folgt:
|        |        |         |         |       |             |           |  |  |  |  |  |  |  |  |
| Partei | Partei | Stimmen | Prozent | Sitze | +/- Prozent | +/- Sitze |  |  |  |  |  |  |  |  |
|        | SPÖ    | 92.634  | 49,94   | 19    | +8,02       | +4        |  |  |  |  |  |  |  |  |
|        | ÖVP    | 56.726  | 30,58   | 11    | +1,50       | ±0        |  |  |  |  |  |  |  |  |
|        | FPÖ    | 18.161  | 9,79    | 4     | −5,25       | −2        |  |  |  |  |  |  |  |  |
|        | GRÜNE  | 12.466  | 6,72    | 2     | +0,29       | ±0        |  |  |  |  |  |  |  |  |
|        | NEOS   | 3.177   | 1,71    | –     | −0,62       | ±0        |  |  |  |  |  |  |  |  |
|        | LBL    | 2.336   | 1,26    | –     | −3,56       | −2        |  |  |  |  |  |  |  |  |